# Центральна бібліотека ЦБС Салтівського району м. Харкова
Центральна бібліотека централізованої бібліотечної системи Салтівського району м. Харкова — публічна бібліотека для дорослих, яка обслуговує читачів Салтівського району міста Харкова, комунальний заклад культури. 
До Централізованої бібліотечної системи Салтівського району входять 2 центральні бібліотеки (для дорослих та для дітей), а також 13 бібліотек-філій.

## Історія
У 1926 році була відкрита бібліотека № 7, яка розташовувалася в 2-х поверховому будинку у Тюрінському районі.
Вона містила дитячий відділ, абонемент і читальний зал для дорослих. Обслуговування читачів (близько 2 тис.) вели 3 робітники. Спочатку книжковий фонд бібліотеки нараховував близько 20 тисяч примірників книг. Під час Другої світової війни будівля бібліотеки була знищена, а книги розібрані мешканцями міста.
1943 року, після відновлення радянської влади у Харкові, населення Тюрінки попросило відновити роботу бібліотеки. Міський виконком надав нове помешкання та призначив завідувача бібліотекою, а жителі зібрали літературу, яка збереглася з попереднього фонду.
У 1948 році бібліотеці було присвоєно ім'я радянського діяча і вона стала називатися бібліотекою № 7 ім. Дмитра Фурманова.
З 1951 по 1962 роки завідувачкою бібліотекою була Ніна Тимофіївна Доброскак, Вона багато зробила для налагодження роботи бібліотеки: розширила надане приміщення, поповнила книжковий фонд новими виданнями до 30 тисяч примірників. Штат працівників розширився до 4-х осіб. Відділами були абонемент, читальна зала і дитячий відділ.
У 1962 році завідувачкою стала Катерина Тимофіївна Нагайцева.
У 1960-1970-і роки район Тюрінки збільшився, населення зросло до 30-ти тисяч, що збільшило кількість читачів у бібліотеці. До середини 1970-х років фонд нараховував 60 тисяч примірників, а кількість читачів становила 7 тисяч. При бібліотеці було організовано бібліотечну Раду. Ця організація складалася з вчителів, студентів, активістів заводів, працівників вуличних комітетів. Члени Ради допомагали в підготовці та проведенні різноманітних масових заходів: літературних вечорів, свят вулиць, усних журналів. За активну та якісну роботу бібліотеки вона отримала звання «Бібліотека відмінної роботи».01 червня 1976 року відбулася централізація бібліотечної системи і, згідно рішенню міськвиконкому та райвиконкому на базі 7-й масової бібліотеки ім. Д. Фурманова було створено Центральну бібліотеку ім. Д. Фурманова Централізованої бібліотечної системи Салтівського району м. Харкова. Структура бібліотеки включала: абонемент, читальний зал, юнацький відділ, методичний відділ, книгосховище, відділ комплектування та обробки літератури. Також до системи було приєднано 14 бібліотек-філій.
До 1982 року директором ЦБС була призначена Катерина Трохимівна Нагайцева.
З 1982 до 2017 року директором ЦБС була Лідія Іванівна Богданова.
Значний внесок у розвиток бібліотек району зробили: Богданова Л. I., Глащинська С. Р., Саніна Р. С., Ушакова Т. I., Ткаченко Є. П., Ковшова Л. Г., Дудник В. I., Дружченко Т. I., Малеєва Т. О., Баркар З. I., Сіренко Т. Ф., Паталаха Н. Г., Ронзик I. А., Івенська А. В., Медведева I. Е., Шевченко Т. В.
У зв'язку з декомунізацією Центральна бібліотека ім. Фурманова з лютого 2014 року мала назву Центральна бібліотека Централізованої бібліотечної системи Московського району міста Харкова.
30 квітня 2024 перейменована з «Московського району» на «Салтівського району», в межах процесів деколонізації, що розпочалися після російського військового вторгнення в Україну.

## Діяльність
У бібліотеках району впроваджені такі проекти:
- «Від козака до сучасного захисника» (для патріотичного виховання молоді),
- «Кроки до професії» (для допомоги підліткам у виборі професії),
- «Театр книги» (на базі Центральної дитячої бібліотеки та бібліотек-філій№ 29 та № 30)
- ляльковий театр «Золотий ключик»
- ляльковий гурток «Рукавичка»
- «Книга 103». (допомагає людям з обмеженими можливостями користуватися книгами бібліотек через впровадження сервісу книгоноші для людей з інвалідністю)[5].

-Людина з планети «Зрілість»
Бібліотека співпрацює з творчим об` єднанням Спілки письменників «СІВЕРКО» - літературної студії «Нива», а також з Харківським Центром Ради козацьких атаманів України, Харківським літературним музеєм, школами району, школами-інтернатами № 8 та 14, гімназією № 144, ЦПТО № 2, підлітковим клубом «Ровесник», тощо.
У 2013 році бібліотеки Централізованої бібліотечної системи Салтівського району брали участь у 4-му етапі конкурсу програми «Бібліоміст». За що отримали грант на поставку технічного обладнання та оргтехніки, а також були впроваджені нові бібліотечні послуги з використанням вільного доступу до мережі Інтернет у 4-х інтернет-центрах: Центральної бібліотеці, Центральної дитячої бібліотеці та бібліотеках-філіях № 2 та № 48. Запрацювала школа комп'ютерної грамотності для пенсіонерів «Відкрий для себе Інтернет», «Уроки комп'ютерної грамотності для самих маленьких»

## Директори
- Нагайцева Катерина Трофімівна (1976—1982).
- Богданова Лідія Іванівна (1982—2016).
- Глащинська Світлана Романівна (2016—2019)
- Храмцова Олена Володимірівна (з липня 2019)

## Структура ЦБС

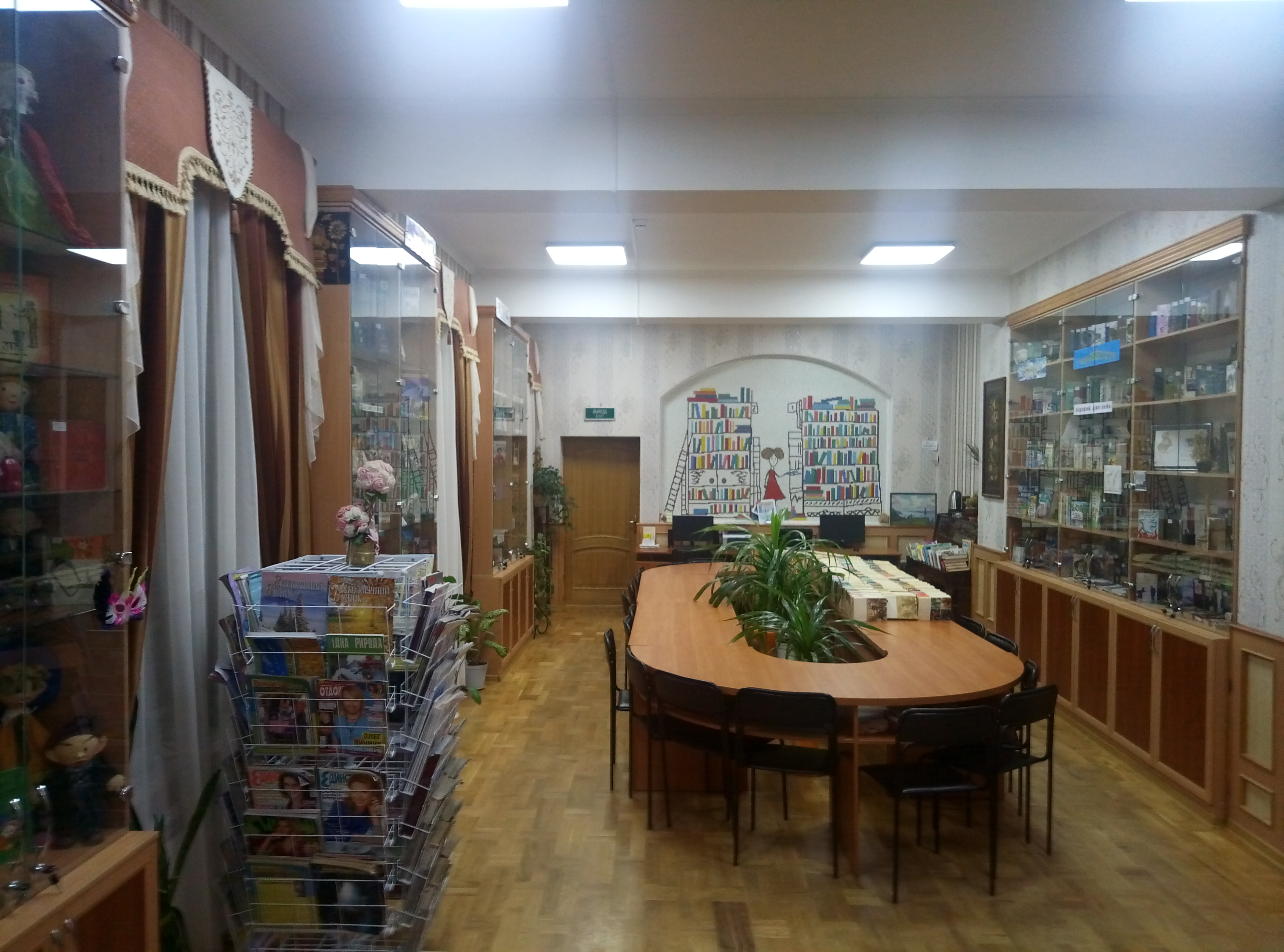
Читальна зала Центральної дитячої бібліотеки Салтівського району

- Центральна бібліотека (Салтівського району)
- Центральна дитяча бібліотека (Салтівського району)

### Бібліотечні філії
Бібліотеки для дорослих
- Бібліотека-філія № 2
- Бібліотека-філія № 3
- Бібліотека-філія № 16
- Бібліотека-філія № 29
- Бібліотека-філія № 43
- Бібліотека-філія № 46
- Бібліотека-філія № 48

Дитячі бібліотеки
- Бібліотека-філія № 9
- Бібліотека-філія № 30
- Бібліотека-філія № 32
- Бібліотека-філія № 36
- Бібліотека-філія № 39
- Бібліотека-філія № 40

## Галерея

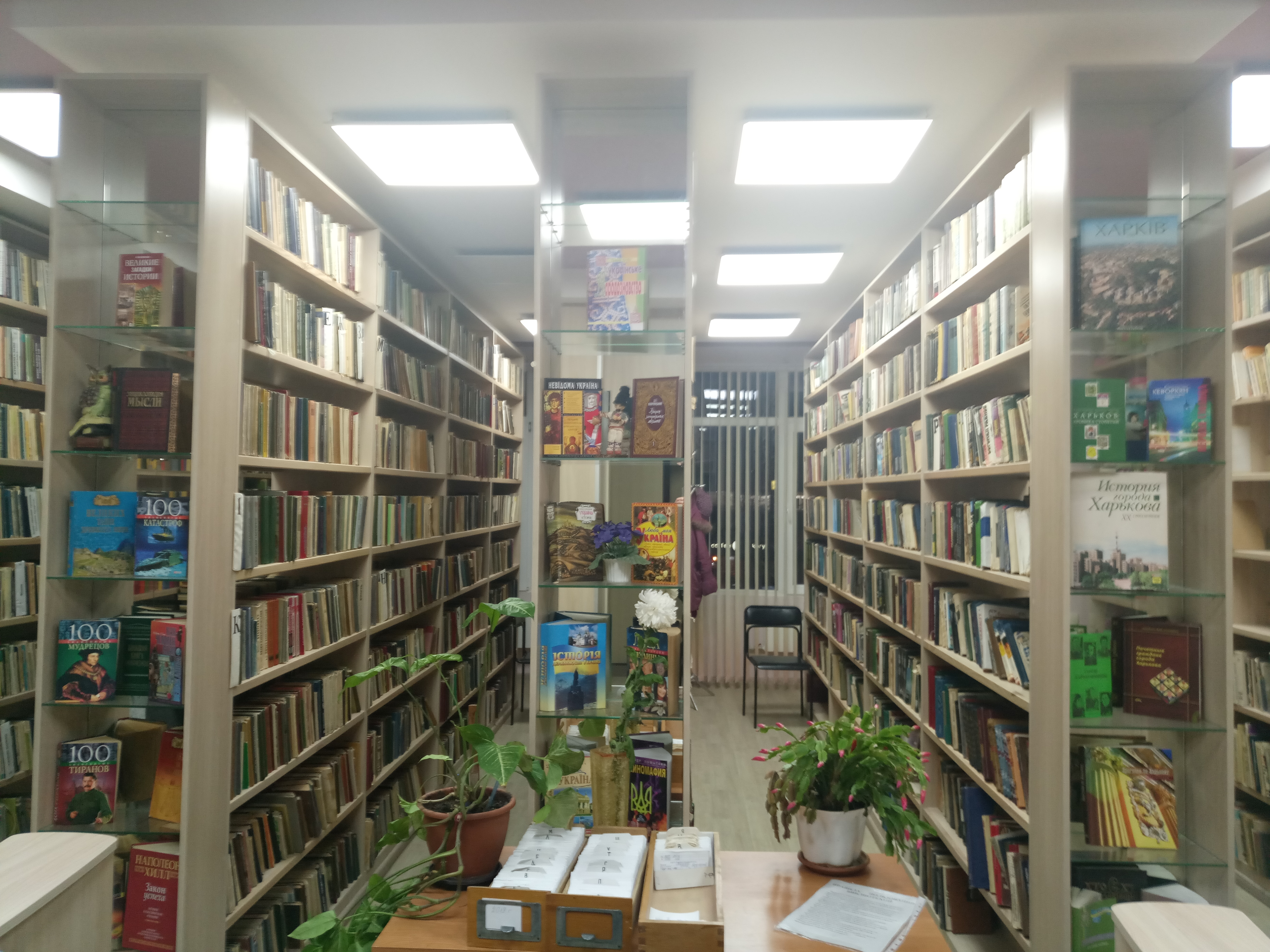
Абонемент бібліотеки
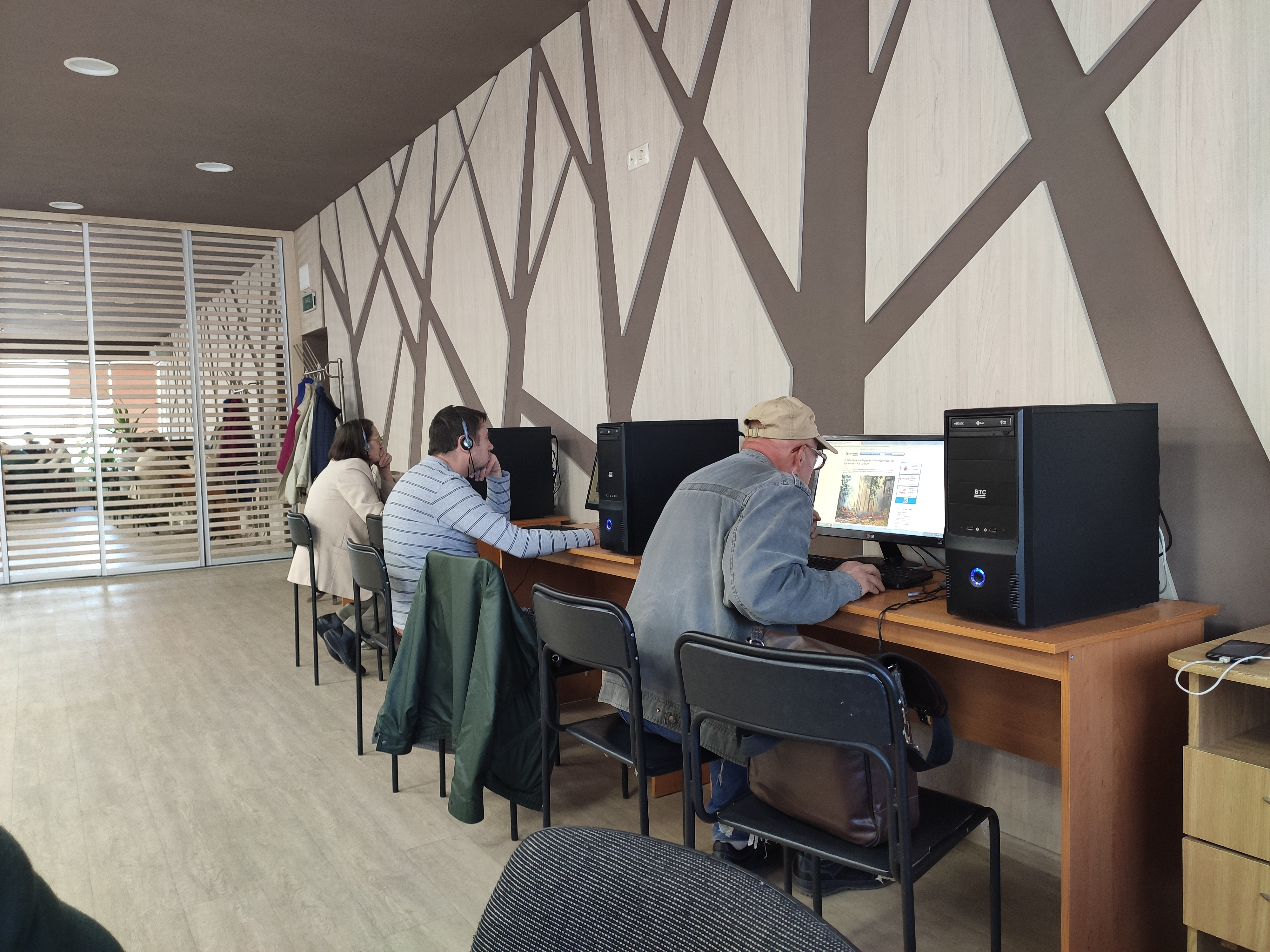
Інтернетцентр
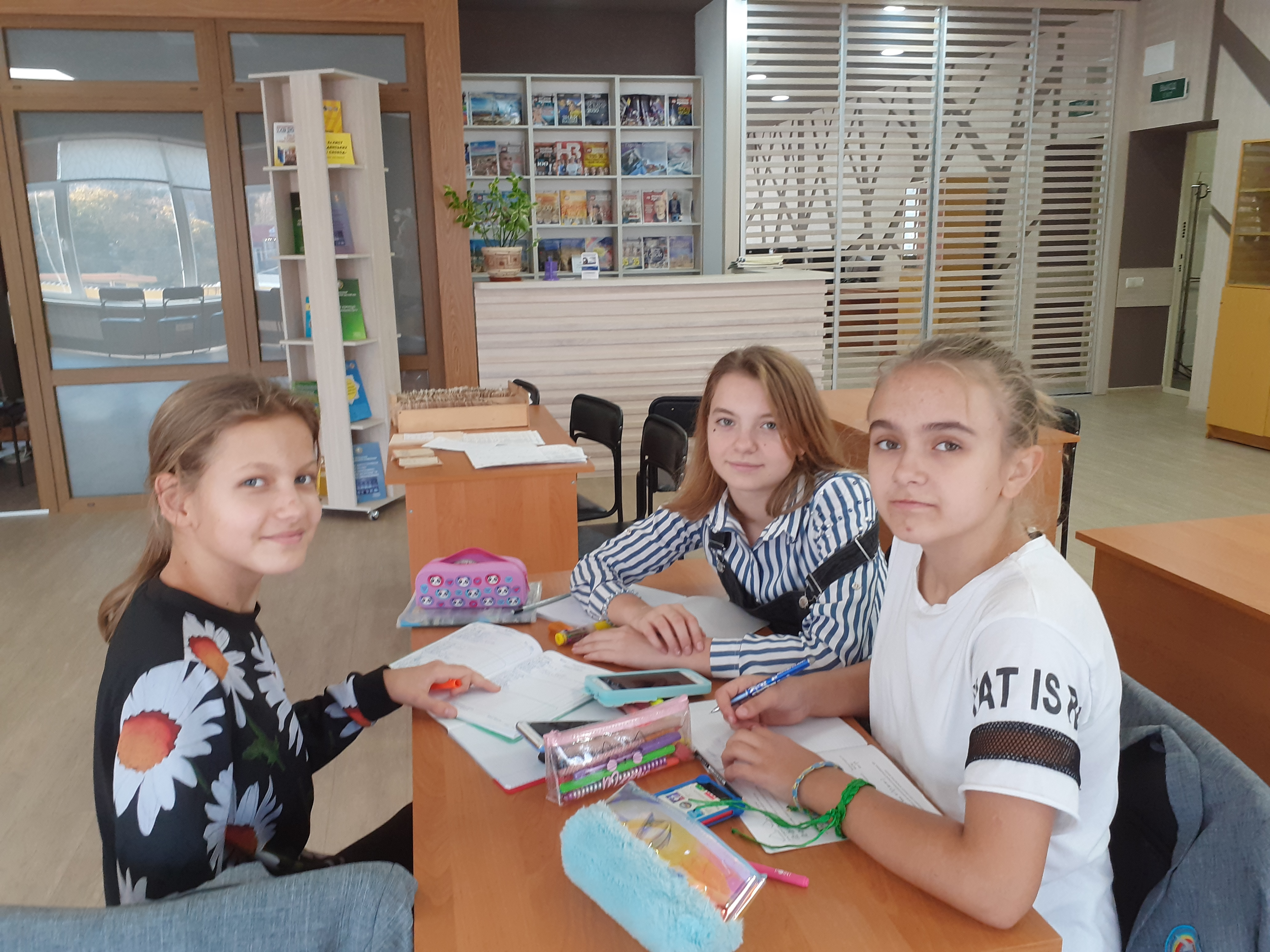
Відвідувачі бібліотеки
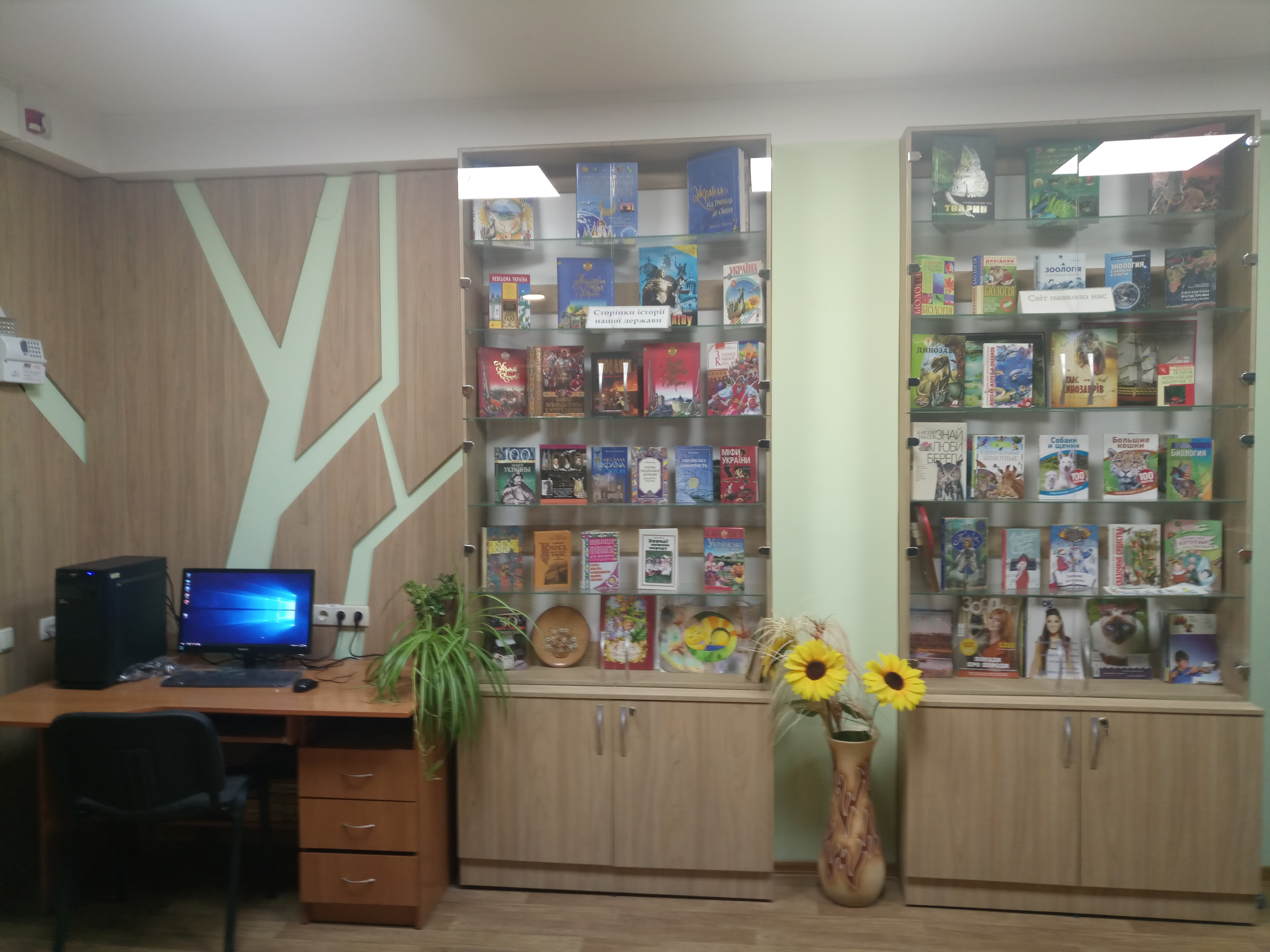
Юнацький відділ